# Айнез (Техас)
Айнез (англ. Inez) — переписна місцевість (CDP) в США, в окрузі Вікторія штату Техас. Населення — 2641 особа (2020).

## Географія
Айнез розташований за координатами 28°52′35″ пн. ш. 96°47′28″ зх. д. / 28.87639° пн. ш. 96.79111° зх. д. (28.876286, -96.791181).  За даними Бюро перепису населення США в 2010 році переписна місцевість мала площу 154,46 км², з яких 154,34 км² — суходіл та 0,12 км² — водойми.

## Демографія
Згідно з переписом 2010 року, у переписній місцевості мешкало 2098 осіб у 763 домогосподарствах у складі 601 родини. Густота населення становила 14 осіб/км².  Було 839 помешкань (5/км²).
Расовий склад населення:
| - 93,8 % — білих - 1,5 % — чорних або афроамериканців - 0,5 % — корінних американців - 0,2 % — азіатів - 2,5 % — осіб інших рас |

До двох чи більше рас належало 1,6 %. Частка іспаномовних становила 13,3 % від усіх жителів.
За віковим діапазоном населення розподілялося таким чином: 26,9 % — особи молодші 18 років, 61,9 % — особи у віці 18—64 років, 11,2 % — особи у віці 65 років та старші. Медіана віку мешканця становила 40,5 року. На 100 осіб жіночої статі у переписній місцевості припадало 100,0 чоловіків;  на 100 жінок у віці від 18 років та старших — 99,5 чоловіків також старших 18 років.
Середній дохід на одне домашнє господарство  становив 77 222 долари США (медіана — 68 958), а середній дохід на одну сім'ю — 84 230 доларів (медіана — 74 904). Медіана доходів становила 58 221 долар для чоловіків та 42 031 долар для жінок. За межею бідності перебувало 13,6 % осіб, у тому числі 15,3 % дітей у віці до 18 років та 8,9 % осіб у віці 65 років та старших.
Цивільне працевлаштоване населення становило 1076 осіб. Основні галузі зайнятості: виробництво — 24,8 %, освіта, охорона здоров'я та соціальна допомога — 15,4 %, роздрібна торгівля — 12,5 %, сільське господарство, лісництво, риболовля — 12,5 %.